# World Mind Sports Games 2008
De World Mind Sports Games 2008 waren de eerste World Mind Sports Games en werden gehouden van 3 tot en met 18 oktober 2008 in Peking (Volksrepubliek China). De aanwezige denksporten waren schaken, dammen, go, bridge en xiangqi (Chinees schaken).
Op deze spelen waren 35 medailles te verdelen over 2.763 deelnemers uit 143 landen. De Volksrepubliek China won 12 gouden medailles en werd daardoor eerste in het medailleklassement.

## Onderdelen

### Bridge
| Onderdeel           | Goud                                     | Zilver                            | Brons                              |
| ------------------- | ---------------------------------------- | --------------------------------- | ---------------------------------- |
| Teams               | Italië                                   | Engeland                          | Noorwegen                          |
| Teams vrouwen       | Engeland                                 | China                             | Verenigde Staten                   |
| Individueel         | Tor Helness                              | Geir Helgemo                      | Andrey Gromov                      |
| Individueel vrouwen | Catarina Midskog                         | Anne-Fréderique Lévy              | Yan Ru                             |
| Individueel jeugd   | Salih Murat Anter                        | Radu Nistor                       | Lars Arthur Johansen               |
| Paren jeugd         | Mehmet Remzi Şakirler en Melih Osman Şen | Lotan Fisher en Ron Haim Schwartz | Joanna Krawczyk en Piotr Tuczyński |
| Teams onder 28      | Noorwegen                                | Polen                             | China                              |
| Teams onder 26      | Denemarken                               | Polen                             | Noorwegen                          |
| Teams onder 21      | Frankrijk                                | Engeland                          | China                              |

### Dammen
| Onderdeel                      | Goud                | Zilver              | Brons                 |
| ------------------------------ | ------------------- | ------------------- | --------------------- |
| Internationaal dammen, mannen  | Aleksandr Georgiev  | Aleksandr Getmanski | Guntis Valneris       |
| Internationaal dammen, vrouwen | Zoja Golubeva       | Tanja Chub          | Tamara Tansykkoezjina |
| Russisch dammen, vrouwen       | Viktoriya Motrichko | Elena Miskova       | Julia Romanskaia      |
| Braziliaans dammen, mannen     | Dashkov Oleg        | Ion Dosca           | Belosheev Sergey      |
| Checkers (mannen en vrouwen)   | Alex Moiseyev       | Ron King            | Raivis Paegle         |

### Go
| Onderdeel            | Goud                            | Zilver                                     | Brons                           |
| -------------------- | ------------------------------- | ------------------------------------------ | ------------------------------- |
| Mannen, individueel  | Kang Dongyun                    | Park Jungsang                              | Li Zhe                          |
| Vrouwen, individueel | Song Ronghui                    | Lee Minjin                                 | Pak Chi-eun                     |
| Open                 | Jo Tae-Won                      | Ham Youngwoo                               | Lee Yong Hee                    |
| Mannen, team         | Zuid-Korea                      | China                                      | Japan                           |
| Vrouwen, team        | China                           | Zuid-Korea                                 | Japan                           |
| Paren                | China Huang Yizhong Fan Weijing | Chinees Taipei Chou Chun-Hsun Hsieh Yi-Min | Zuid-Korea On So Jin Lee Ha Jin |

### Schaken
| Onderdeel                   | Goud                                          | Zilver                                    | Brons                                         |
| --------------------------- | --------------------------------------------- | ----------------------------------------- | --------------------------------------------- |
| Mannen, individueel, blitz  | Martyn Kravtsiv                               | Yuriy Drozdovsky                          | Hristos Banikas                               |
| Vrouwen, individueel, blitz | Alexandra Kosteniuk                           | Antoaneta Stefanova                       | Hou Yifan                                     |
| Mannen, individueel, rapid  | Bu Xiangzhi                                   | Anton Korobov                             | Zhang Zhong                                   |
| Vrouwen, individueel, rapid | Antoaneta Stefanova                           | Zhao Xue                                  | Huang Qian                                    |
| Gemende paren, blitz        | Ecuador Carlos Matamoros Franco Martha Fierro | India Krishnan Sasikiran Tania Sachdev    | Oekraïne Valeriy Aveskulov Tatjana Vasilevich |
| Gemengde paren, rapid       | China Ni Hua Hou Yifan                        | Venezuela Dao Thien Hai Le Kieu Thien Kim | Iran Ehsan Ghaem-Maghami Atousa Pourkashiyan  |
| Mannen, teams, blitz        | Hongarije                                     | China                                     | Oekraïne                                      |
| Vrouwen, teams, blitz       | Rusland                                       | China                                     | Venezuela                                     |
| Mannen, teams, rapid        | China                                         | Oekraïne                                  | Iran                                          |
| Vrouwen, teams, rapid       | China                                         | Oekraïne                                  | Rusland                                       |

### Xiangqi
| Onderdeel            | Goud        | Zilver        | Brons         |
| -------------------- | ----------- | ------------- | ------------- |
| Mannen, rapid        | Wang Yang   | Jiang Chuan   | Zhao Ruquan   |
| Vrouwen, individueel | Wang linna  | Zhao Guanfang | Ngo Lan Huong |
| Mannen, individueel  | Xu Yinchuan | Hong Zhi      | Look Kongdwa  |
| Vrouwen, team        | China       | Australië     | Vietnam       |
| Mannen, team         | China       | Vietnam       | Hongkong      |

## Nederlandse medailles
- Tanja Chub (dammen internationaal, vrouwen)